# بني الحداد (ريمة)

تعديل مصدري - تعديل

قرية بني الحداد  هي إحدى قرى عزلة بني الضبيبي الواقعة ضمن
مديرية الجبين التابعة لمحافظة ريمة،
بلغ تعداد سكانها (457) نسمة حسب تعداد اليمن لعام 2004.

## المحلات التابعة للقرية
- العروض
- السهل
- الصردف
- لمفيره
- مغربة الخميس

## روابط خارجية
- الدليل الشامــل